# Sporting Fingal Football Club
Lo Sporting Fingal Football Club (in irlandese: Cumann Peile Fhine Gall) è stata una società calcistica con sede a Dublino, in Irlanda.
Giocava le partite casalinghe al Morton Stadium e ha militato in Premier Division, la prima divisione del calcio irlandese.

## Storia
Il club è stato fondato nel 2007 e doveva disputare la sua prima stagione nella A Championship, la terza divisione del calcio irlandese; invece, prima dell'inizio del campionato 2008, lo Sporting ha rimpiazzato nella First Division il Kilkenny City, in quanto questo club aveva preso la decisione di abbandonare le leghe maggiori a causa di problemi economici.
Il 22 novembre 2009 il club vince il suo primo trofeo, la FAI Cup, sconfiggendo per 2-1 lo Sligo Rovers; in questo modo si guadagna un posto nella UEFA Europa League 2010-2011. Il 10 febbraio 2011 la squadra, dopo una forte crisi economica, si scioglie e lascia il suo posto da squadra di Premier Division

## Prospettive future
È stato annunciato che il Consiglio della Contea di Fingal costruirà un nuovo stadio da 3.000 posti nella cittadina di Lusk. L'impianto sarà utilizzato per le partite interne della squadra locale del Lusk United FC, ma sarà a disposizione anche dello Sporting Fingal. I lavori per la costruzione del nuovo stadio dovrebbero terminare nel 2011.

## Palmarès

### Competizioni nazionali
- Coppa d'Irlanda: 1

2009